# پارک هیو جو
پارک هیو جو (کره‌ای: 박효주؛ زادهٔ ۸ اکتبر ۱۹۸۲) بازیگر اهل کره جنوبی است. او به خاطر نقش اصلی‌اش در پلیس چوسان فصل یک و همچنین نقش‌های مکملش در فیلم موفق پانچ و مجموعه‌های تلویزیونی ایر سیتی و گرل کی شناخته می‌شود. از آثار دیگری که در آنها ایفای نقش کرده‌است می‌توان به جا میونگ گو اشاره کرد.